# Ask (træ)
 Denne artikel omhandler Ask (træ). Opslagsordet har også en anden betydning, se Ask (materiale).
Ask (Fraxinus excelsior), også almindelig ask, er et op til 35 m højt træ, der vokser på fugtig bund i skov og krat. Den er ofte plantet. Ask har en åben krone og et let løv, som lader en del lys slippe igennem.
Asketræets blade er sammensatte. Ét blad er gennemsnitligt 25 cm langt.

## Beskrivelse
Ask er et stort, løvfældende træ med en høj og åben vækstform. Kronen er først slank og kegleformet, men den bliver senere mere flad og kuplet (især hos de hunlige træer). Stammen er ret og gennemgående til toppen. Hovedgrenene er først opstigende, så mere udspærrede og til sidst overhængende. Barken er først glat og grågrøn. Senere bliver den lysegrå med smalle furer, og til sidst er den grå og egeagtigt furet.
Knopperne er modsatte, kegleformede og helt sorte som det eneste træ i den danske vinterskov. Farven på Knopperne viser at træet er i Oliventræsfamilien. Bladene er uligefinnede med elliptiske småblade, der har tandet rand. Begge sider er lysegrønne. Træet blomstrer kort før løvspring i maj. Hunblomster og hanblomster er i reglen samlet på hver sine træer. Kun sjældent finder man tvekønnede træer. Blomsterne sidder før løvspring som store, rødlige bundter ved spidsen af de gamle skud. Huntræerne bærer bundter af vingede nødder. Frøene spirer villigt på egnet bund, men først efter 2-3 år.
Rodnettet består af en dybtgående pælerod og få, men svære siderødder, der når langt udenfor drypzonen. Ask er et udpræget lystræ. Løvet er mulddannende. Asken kan blive flere hundrede år gammel.
Højde x bredde og årlig tilvækst: 35 × 10 m (30 × 10 cm/år). Unge træers årsskud og vanris kan dog være op til 200 cm. Under særlige forhold skal træet kunne blive 45 m i Danmark.

## Voksested
Ask findes i lyse blandingsskove i hele Vesteuropa (inklusive Danmark), hvor der er rigelig nedbør eller højt og næringsrigt grundvand. Den trives både i lys og i nogen skygge og klarer sig på al slags jord, dog bedst på næringsrig, ret fugtig og kalkrig muldjord. Ask tåler ikke stillestående vand i jorden. Derimod tåler træet blæst og salt. Den er almindelig i hele Danmark, bortset fra Vestjylland.

## Anvendelse
Veddet sælges under navnet "ask". Ask egner sig godt til nedskæring og styning, da den villigt sætter stødskud. Træet anvendes især som bestandstræ i læplantninger eller som spredt indblanding i vildtplantninger og skovbryn. De store, sorte knopper bides gerne af hjortevildt og harer. De tørre frugter sidder længe på træet og ædes af fugle om vinteren. Veddet af ask kan brænde, selv om det er friskt.
Ask er smidig og blev bl.a. brugt til en bordgang i Skuldelev-skibene. Derudover anvendes asketræ til skafter på diverse håndværktøj.
På grund af sin styrke og smidighed er ask særligt velegnet til dampbøjning. Det er af samme årsag et populært materiale i møbelproduktion.

## Asketoptørre
Asketræer har de seneste år været plaget af en plantesygdom, der indtil videre er kendt som askesyge eller asketoptørre.

## Galleri
|  |  |  |
|  |  |  |